# Jane Gomeldon
Jane Gomeldon, née Middleton vers 1720 et morte le 10 juillet 1779, est une femme de lettres, poétesse et aventurière anglaise. Ses écrits lui ont valu une reconnaissance posthume en tant que pionnière du féminisme.

## Biographie
Jane Middleton naît dans la région de Newcastle, dans une famille quaker de verriers. Elle bénéficie d'une éducation de qualité en philosophie, sciences et langues.
Très jeune, elle épouse le capitaine Francis Gomeldon, un officier du régiment de Sir John Bruce Hope et un ami de George Bowes, un grand propriétaire de mines de charbon. Se rendant compte de son erreur, elle s'enfuit peu après en France et, déguisée en homme, vit une vie d'aventurier. Elle courtisera, entre autres, une jeune nonne qu'elle réussit presque à persuader de s'enfuir avec elle. En 1740, son mari passe une annonce anonyme dans le Newcastle Journal informant que sa femme l'avait quitté et exigeant son retour. Elle lui répond en insérant une annonce dans le quotidien concurrent, le Newcastle Courant, et expliquant qu'elle l'a quitté à cause de son comportement cruel et parce qu'il essayait de s'approprier la fortune que sa mère lui avait laissé pour son usage personnel. La même année, elle dépose une demande de divorce. Son mari meurt vers 1750 sans lui laisser un sou. Elle rentre alors en Angleterre, mais reste indépendante grâce à la fortune héritée de sa mère et qu'elle aura su conserver.
Admiratrice du capitaine James Cook, Jane envisage de l'accompagner dans son premier voyage autour du monde (1768-1771), ayant un lien de parenté avec un membre de l'expédition, l'illustrateur Sydney Parkinson (1745-1771), lui-même au service du naturaliste Joseph Banks ; la nature exacte de leur relation reste cependant incertaine,,.
En mars 1766, elle écrit à William Cavendish-Bentinck, 3e Duc de Portland, au sujet du Lying-in Hospital de Newcastle dont il est l'un des dirigeants. Cet hôpital est un refuge pour « femmes mariées enceintes » et Jane propose des améliorations et l'élargissement des prestations. Elle publie son premier livre The Medley la même année, au bénéfice de cet organisme caritatif.
Lorsque Jane meurt, à l’été 1779, sa mort fait l'objet d'un article dans le Newcastle Courant.

## Œuvres

### The Medley
The Medley est une série d'essais satiriques publié au bénéfice de l'hôpital public pour femmes indigentes, le Lying-in Hospital de Newcastle. La souscription est un succès, de nombreuses personnalités locales y contribuent et le livre rapporte 53 £, ce qui vaut à Jane les félicitations du gouverneur en décembre 1768. 
Le livre est écrit à la première personne. Jane y personnifie un homme qui discute d'Homère, de Milton, de l'éducation des filles et de l'adultère des femmes. Les textes soulignent l'hypocrisie et l'attitude pompeuse de la période. Elle y crée une galerie de personnages portant des noms gentiment ridicules comme Mlle Clairvoyance ou Lady Bizarre. Elle y explique que ce sont les hommes qui doivent maintenant s'améliorer pour se mettre au niveau des femmes.

### Maxims
Jane a publié, en 1779, Maxims un recueil composé de 57 maximes ou proverbes moraux de sa composition.

### Poème
Isaac Thompson publie, en 1773, un poème intitulé Happiness, de la composition de Jane.